# Mustapha Allaoui
Mustapha Allaoui (30 de maio de 1983) é um futebolista profissional marroquino que atua como atacante.

## Carreira
Mustapha Allaoui representou a Seleção Marroquina de Futebol nas Olimpíadas de 2004.